# Hacıtəpə
Hacıtəpə è un comune dell'Azerbaigian situato nel distretto di Masallı. Conta una popolazione di 1 277 abitanti.